# Uziah Thompson
Uziah "Sticky" Thompson (ur. 1 sierpnia 1936 w Mannings Mountain, zm. 25 sierpnia 2014 w Miami) – jamajski perkusista, wcześniej jeden z pierwszych singjayów sound systemowych; jako muzyk sesyjny wziął udział w nagraniach na kilkaset różnych albumów, głównie z gatunku roots reggae, rocksteady i dancehall.
Urodził się i dorastał na wiejskich terenach regionu Hanover, jako trzecie z piątki dzieci w ubogiej rodzinie. Jako nastolatek wyjechał do stolicy kraju w poszukiwaniu pracy. Tam znalazł zatrudnienie u znanego producenta muzycznego Clementa "Sir Coxsone'a" Dodda jako lider jednego z należących do Dodda sound systemów, gdzie występował pod pseudonimem "DJ Cool Sticky". Poza prowadzeniem sound systemu, udzielał się wokalnie w Studio One podczas sesji nagraniowych prekursorów ska, supergrupy instrumentalnej The Skatalites. Jego głos można usłyszeć m.in. w zapowiedziach takich przebojów tamtych lat jak "El Pussy Cat Ska" ("Uh-hu-huh, c'mon everybody, let's ska El Pussy Cat!") czy "The Guns of Navarone" ("In the winter of 1964 ah came this movie to Jamaica. The Skatalites took the music from the movie, put it to the ska and came up with this sound, it's called... Bah... Bah... Bah! Bah! Bah! The Guns of Navarone!"), jak również wykonującego charakterystyczny scat w utworach "Ball of Fire" oraz "Timothy".
Zdobyta w ten sposób popularność pozwoliła mu nawiązać podobną współpracę z innymi liczącymi się wówczas producentami, m.in. z największym konkurentem Sir Coxsone'a, Duke'em Reidem. W wynajmowanym przez Reida Federal Studio po raz pierwszy spróbował swoich sił na perkusji podczas nagrań na utrzymany w stylistyce rocksteady utwór "Little Did You Know" zespołu The Techniques. Współpracował również z poznanym w Studio One Lee "Scratch" Perrym, dzięki czemu wziął udział w kilku sesjach nagraniowych grupy The Wailers w Studio 17, wydanych później w postaci singli oraz longplaya pt. Soul Rebels (1970), kojarzonego jako jeden z pierwszych albumów Boba Marleya. W latach 70. i 80. był często angażowany jako ceniony muzyk sesyjny, współpracując z niemal całą czołówką jamajskich wykonawców reggae, a począwszy od lat 90. także z muzykami dancehallowymi. Przez szereg lat był również członkiem formacji The Revolutionaries, stanowiącej o sile studia nagraniowego Channel One. Brał udział w trasach koncertowych m.in. Jimmy'ego Cliffa oraz grup Black Uhuru i Ziggy Marley & The Melody Makers.
Zmarł 25 sierpnia 2014 roku w swoim domu w Miami na skutek zawału serca. Pozostawił żonę Sharon oraz pięcioro dzieci.